# Kasteel van Bonnefontaine
Het Kasteel van Bonnefontaine (Frans: Château de Bonnefontaine) is een kasteel de lieu-dit Bonne Fontaine even ten zuiden van Antrain in de Franse gemeente Val-Couesnon.